# クリス・タッカー
クリス・タッカー（Chris Tucker, 1971年8月31日 - ）はアメリカ合衆国ジョージア州アトランタ出身の俳優・コメディアンである。映画『ラッシュアワー』シリーズのコミカルな演技で知られる。

## 来歴
ジョージア州アトランタで父親のノリスと母親のメアリーの間に6人兄弟の末っ子として生まれた6人の子供のうちの1人、タッカーはユーモアが学校でも家庭でも自分自身に注目を集める力を持っているということを人生の早い時期に学んでいた。高校を卒業した後、彼はコメディーと演技のキャリアを追求するためにロサンゼルスに移動した。 彼の母親と父親は彼の幼年期の間にキリストの神の教会のメンバーであったので、彼はペンテコステ・クリスチャン世帯で育った。
ティーンエイジャーの頃からスタンダップ・コメディアンとしてクラブなどの舞台に立っていた。タッカーの映画デビューは『ハウスパーティー3』であった。 1997年に『ランナウェイ』でチャーリー・シーンと共演し、『フィフス・エレメント』ではブルース・ウィリスと共演を果たした。
ジャッキー・チェンと共に、格闘技コメディ映画『ラッシュアワー』（1998年）に出演し、MTVムービー・アワードを受賞した。本作品が商業的に成功した後、彼は第2作（2001年）で2,000万ドルを要求し、第3作（2007年）では当初、約21億円もの報酬をオファーされながらも出演を断った。しかしその後、もう1本の映画と合わせて4,000万ドル（約50億円）の出演料で出演を承諾した。
2012年、『世界にひとつのプレイブック』で、ブラッドリー・クーパー、ジェニファー・ローレンス、ロバート・デ・ニーロとの共演で映画界に戻ることができた。 映画の中でのタッカーのパフォーマンスは批評家や観客からも好評を博した。 映画自体は最優秀キャスト映画批評家協会賞など多数の推薦と賞を受賞した。

## 主な出演作品

### 映画
| 公開年 | 邦題 原題                                                 | 役名                         | 備考 | 日本語吹替                                                                       |
| ------ | --------------------------------------------------------- | ---------------------------- | ---- | -------------------------------------------------------------------------------- |
| 1994   | クレイジー+ファンキー+ハイパー+パワービート House Party 3 | ジョニー                     |      |                                                                                  |
| 1995   | friday Friday                                             | スモーキー                   |      |                                                                                  |
| 1995   | パンサー Panther                                          | ボディガード                 |      |                                                                                  |
| 1995   | ダーク・ストリート 〜仮面の下の憎しみ〜 Dead Presidents   | スキップ                     |      |                                                                                  |
| 1997   | フィフス・エレメント The Fifth Element                    | ルビー・ロッド               |      | 山寺宏一（VHS・旧DVD版、日本テレビ版） 三ツ矢雄二（BD版・新DVD版、テレビ朝日版） |
| 1997   | ランナウェイ Money Talks                                  | フランクリン・ハチェット     |      | 山寺宏一                                                                         |
| 1997   | ジャッキー・ブラウン Jackie Brown                         | ボーモント・リヴィングストン |      | 家中宏                                                                           |
| 1999   | ラッシュアワー Rush Hour                                  | ジェームズ・カーター刑事     |      | 山寺宏一                                                                         |
| 2001   | ラッシュアワー2 Rush Hour 2                               | ジェームズ・カーター刑事     |      | 山寺宏一                                                                         |
| 2007   | ラッシュアワー3 Rush Hour 3                               | ジェームズ・カーター刑事     |      | 山寺宏一                                                                         |
| 2013   | 世界にひとつのプレイブック Silver Linings Playbook        | ダニー                       |      | 斎藤恭央                                                                         |
| 2016   | ビリー・リンの永遠の一日 Billy Lynn's Long Halftime Walk  | アルバート                   |      | 山寺宏一                                                                         |
| 2023   | AIR/エア Air                                              | ハワード・ホワイト           |      | 山寺宏一                                                                         |

### ミュージックビデオ
- 2パック『カルフォルニア・ラブ』（1995年）
- マイケル・ジャクソン『ユー・ロック・マイ・ワールド』（2001年）

## 日本語吹き替え
『フィフス・エレメント』（VHS・旧DVD版）以降、大半の作品で山寺宏一が担当している。
タッカーについては「体はごついが声が高い」と話しており、『ラッシュアワー』シリーズで担当した際には、「シリアスな時やぼそぼそ話す時まで全部それでやらなきゃならなかったので、声質をキープするのが大変だった。でも、それをやるとちょっと自分がクリス･タッカーになったような気分になれるので良かった。」と述懐している。
このほかにも、三ツ矢雄二、家中宏、斎藤恭央なども担当したことがある。

## 参照
1. ↑  Gates, Henry Louis Jr. (January 2009). In Search of Our Roots: How 19 Extraordinary Blacks Reclaimed Their Past. Crown. p. 397. ISBN 978-0-307-38240-5.
2. ↑  Chris Tucker signs onto Brett Ratner's Rush Hour 3 accessed August 5, 2007 8:31PM
3. ↑  “洋画専門チャンネル ザ・シネマ”. ザ・シネマ新録版. 2025年7月10日閲覧。
4. ↑  “山寺宏一さんインタビュー”. 吹替キングダム　日本語吹替え専門. 2025年7月10日閲覧。